# Cheilosia distincta
Cheilosia distincta är en tvåvingeart som beskrevs av Barkalov 1998. Cheilosia distincta ingår i släktet örtblomflugor, och familjen blomflugor. Inga underarter finns listade i Catalogue of Life.